# Racket Club
Racket Club ist ein Virtual-Reality-Spiel, das von Resolution Games entwickelt wurde und verschiedene mit Schlägern gespielte Rückschlagspiele kombiniert. Es wurde am 14. Dezember 2023 für die VR-Plattformen Meta Quest, Pico und SteamVR veröffentlicht. Das Spiel bietet sowohl Einzel- als auch Mehrspielermodi.

## Spielprinzip
Racket Club vereint Elemente aus Tennis, Squash, Pickleball, Padel und Tischtennis.

### Spielmechanik
Das Spiel findet auf einem etwa 2 mal 2 Meter großen Spielfeld statt, wodurch die von anderen Tennisspielen gewohnte künstliche Fortbewegung mittels Analog-Stick oder Teleportation vermieden wird. Dieser Indoor-Court ist von transparenten hüft- bis kopfhohen Wänden umgeben. Dies ermöglicht kreative Spielstrategien, da die Wände genutzt werden können, um den Ball aus verschiedenen Winkeln zurückzuspielen.
Die Steuerung über VR-Controller vermittelt ein authentisches Gefühl beim Schlagen des Balls, der auch angeschnitten, also mit einem Spin versehen werden kann.
Racket Club kann auch in einem Mixed-Reality-Modus gespielt werden, bei dem sich die eigene Seite des Spielfelds in der realen Umgebung befindet, während die gegnerische Seite durch ein Portal zu sehen ist.

### Gameplay
Spieler können gegen KI-gesteuerte oder menschliche Gegner antreten, die als Avatare dargestellt werden. In einem Karriere-Modus werden die KI-Gegner zunehmend stärker. Menschliche Spieler findet man in virtuellen Sportclubs, die Spielfelder für Einzel- und Doppelspiele bieten. Eine Verständigung ist per Audio-Chat oder mit Gesten möglich.
Durch Spiele gesammelte Erfahrungspunkte schalten kosmetische Gegenstände wie Turnschuhe und Schweißbänder frei, mit denen der Avatar gestaltet werden kann, sowie neue Schläger mit besseren Eigenschaften.
Es existieren verschiedene Trainingsmodi, in denen mit KI-Gegnern oder einer Ballmaschine Schlagtechniken geübt werden können, sowie ein an Badminton angelehnter Spielmodus, genannt „Spinminton“.

## Rezeption
Racket Club erhielt von Rezensenten positive Kritiken. Gelobt werden insbesondere die Ballphysik, die Spielmechanik und das Spielgefühl. Die Matches werden als „kurz und intensiv“ beschrieben, das Gameplay als „leicht zu lernen, aber schwer zu meistern“. Der Einzelspielermodus wird zwar als eingeschränkt angesehen, der Mehrspielermodus sei hingegen überzeugend und liege klar im Fokus des Spiels.